# Aphantopus
Az Aphantopus a rovarok (Insecta) osztályának a lepkék (Lepidoptera) rendjéhez, ezen belül a tarkalepkefélék (Nymphalidae) családjához tartozó Szemeslepkék alcsalád egyik neme.

## Rendszerezés
A nembe az alábbi fajok tartoznak:
- Aphantopus albipunctata
- Aphantopus amurensis
- Aphantopus anzuensus
- Aphantopus arctica
- Aphantopus arcuata
- Aphantopus arete
- Aphantopus arvensis
- Aphantopus bieti
- Aphantopus borisi
- Aphantopus cabeaui
- Aphantopus caeca
- Aphantopus caecimaculata
- Aphantopus campana
- Aphantopus centrifera
- Aphantopus decora
- Aphantopus elongata
- Aphantopus goodsoni
- Aphantopus hyperantana
- Aphantopus hyperantella
- Aphantopus hyperantoidana
- Aphantopus hyperantoides
- Közönséges ökörszemlepke (Aphantopus hyperantus)
- Aphantopus hyperophthalmus
- Aphantopus infrapallida
- Aphantopus insularis
- Aphantopus jeholana
- Aphantopus krymaeus
- Aphantopus lanceolata
- Aphantopus languescens
- Aphantopus luti
- Aphantopus maculosa
- Aphantopus marpurgensis
- Aphantopus maxima
- Aphantopus minor
- Aphantopus neustetteri
- Aphantopus nigra
- Aphantopus obsoleta
- Aphantopus ocellatus
- Aphantopus ochracea
- Aphantopus octoculata
- Aphantopus pallens
- Aphantopus paludominimus
- Aphantopus parvocellata
- Aphantopus polymeda
- Aphantopus pseudohyperantus
- Aphantopus pseudoocellatus
- Aphantopus rufilius
- Aphantopus sajanus
- Aphantopus semialbescens
- Aphantopus serbianus
- Aphantopus sexoculatus
- Aphantopus sibiricus
- Aphantopus sublanguescens
- Aphantopus supernumeraria
- Aphantopus totemaxima
- Aphantopus vidua
- Aphantopus yunnana
- Aphantopus yunnananus